# Szolnock vára
Szolnock vára (horvátul: Utvrda Želnjak), vár Horvátországban, a Papuk-hegység területén.

## Fekvése
Barica falutól északra a Želnjak-patak völgye és a Svetinja-forrás felett az erdőben találhatók Szolnock (Želnjak) várának maradványai.

## Története
A vár története szorosan kötődik a közeli Szircs várának történetéhez. A várat nyilvánvalóan egykori birtokosa a Kasztellánfy család építtette azért, hogy a hegyek felőli támadástól védje Szircset. 1499-ben említik először és birtokosai egészen a török hódításig (1542.) a Kasztellánfyak voltak.

## A vár mai állapota
Barica közelében a Želnjak-patak völgye és a Svetinja-forrás felett az erdőben találhatók Szolnock (Želnjak) várának maradványai. Mára csak néhány falrészlet maradt belőle, melyek alapján egykori alaprajza ma már nem rekonstruálható. A várat a neves horvát történész Gjuro Szabo a 20. század első felében még épebb állapotban látta. Az általa készített alaprajzról látható, hogy négyszögletes alakja volt és úgy építették, hogy védhette a közeli hegyeken átvezető utat. Eszerint a várnak a délkeleti sarkon egy kerek, a délnyugatin pedig egy négyzetes tornya volt.